# Stradzewo (Choszczno)
Stradzewo (deutsch Stolzenfelde) ist ein Dorf im Verwaltungsbezirk  Gmina Choszczno der polnischen Woiwodschaft Westpommern.
Der Ort liegt in der Neumark,  etwa sechs Kilometer nördlich  der Stadt Choszczno (Arnswalde) und 61 Kilometer östlich der regionalen Metropole Stettin (Szczecin).
Die Region wurde nach Ende des Zweiten Weltkriegs
unter polnische Verwaltung gestellt. 